# Mondelez Lietuva Production
UAB Mondelez Lietuva Production  ist ein Unternehmen mit der Süßwaren-Fabrik in der litauischen zweitgrößten Stadt Kaunas. Es gehört zu Mondelēz International. Das Unternehmen entstand aus einer Konditorei-Fabrik Kaunas (lit. Kauno konditerijos fabrikas).

## Geschichte
1929 wurde das Unternehmen Akcinė bendrovė Tilka errichtet. Am 13. Januar 1941 wurde die Konditorei-Fabrik Gegužės 1-oji statt der nationalisierten Fabrik Tilka errichtet und danach zu Ramunė umbenannt. 1950 wurde sie zu Poželos konditerijos fabrikas. 1978 gab es 1120 Mitarbeiter und produzierte man 21.150 Tonnen Konditorei-Produkte im Wert von 43,5 Mio. Rubel. Am 6. Dezember 1990 wurde Kauno valstybinis akcinis konditerijos fabrikas (nach Rechtsform Valstybinė akcinė įmonė) registriert und am 25. März 1996 aufgelöst.
Am 5. Oktober 1993 erwarb Kraft Foods International, eine Food-Abteilung von Philip Morris Companies Inc., die Fabrik (Kauno konditerijos fabrikas) nach dem Kaufvertrag mit Kraft General Foods. Am 13. Dezember 1993 wurde das Unternehmen zu AB Kraft Jacobs Suchard Lietuva und 2000 zu AB Kraft Foods Lietuva, da das Mutterunternehmen zu Kraft Foods wurde. 1994 startete das populärste Warenzeichen Karūna (Autor Gintaras Rimšelis) von AB Kraft Jacobs Suchard Lietuva (KJSL). 2011 erzielte es den Umsatz von 350 Mio. Litas (101, 37 Mio. Euro). 2013 wurde es zu UAB Mondelez Lietuva Production. Daneben gibt es litauisches Mondelez-Unternehmen UAB Mondelez Baltic und zwei litauische Filialen der zwei deutschen Unternehmen Mondelez Europe Services GmbH Lietuvos filialas und Mondelez Europe Procurement GmbH Lietuvos filialas. Es gibt eine Mitarbeiter-Gewerkschaft Mondelez įmonių grupės darbuotojų profesinė sąjunga (Leiterin Rūta Balčiūnienė), bis zum 24. Oktober 2013 AB „Kraft Foods Lietuva“ darbuotojų profesinė sąjunga.